# 영종 나들목
영종 나들목(Yeongjong IC)은 인천광역시 중구 운남동에 설치된 제2경인고속도로의 2번 교차로이다. 나들목 진출입로는 운서동과 접하고 있다.

## 연혁
- 2006년 12월 14일 : 2009년 10월까지 나들목 형식 변경을 위해 인천광역시 도시계획시설 교통광장에 중구 운남동 일원을 고시[1]
- 2009년 10월 19일 : 제2경인고속도로 인천대교고속도로 민자구간 개통과 함께 영업 개시[2]

## 구조물 정보
- 위치: 인천광역시 중구 운남동

## 접속하는 도로
- 하늘대로